# Amanita vaginata var. submembranacea
Amanita vaginata var. submembranacea è un fungo basidiomicete, varietà dell'Amanita vaginata.

## Cappello
Striato al bordo, umbonato; cuticola di tonalità marrone scuro verso l'umbone, bianco ai bordi striati con sfumatura dei due colori (a volte presenta tonalità verdastri: non confondere con Amanita phalloides). Spesso ricoperto da placche o resti della volva.

## Lamelle
Fitte, libere e bianche.

## Gambo
Cilindrico, liscio e cavo, di colore bianco-beige.

## Volva
Inguainante, quasi concolore al gambo.

## Carne
Bianca, senza odori e sapori particolari.

## Habitat
Estate-autunno, in boschi di latifoglie e conifere.

## Commestibilità
Velenoso da crudo, cotto diventa un ottimo fungo commestibile.